# Lancones (distrito)
Lancones é um distrito do Peru, departamento de Piura, localizada na província de Sullana.

## Transporte
O distrito de Lancones é servido pela seguinte rodovia:
- PE-1NN, que liga o distrito à Zapotillo (Fronteira Equador-Peru) - e a rodovia equatoriana E25 - neste distrito[1][2][3]